# Медаль «За сооружение оборонительного вала»
Медаль «За сооружение оборонительного вала» — военная награда нацистской Германии.
Первоначальная версия награды была учреждена 2 августа 1939 г., и её выпуск был осуществлён в бронзе (первоначальное оригинальное название «За строительство Западного вала»). Дизайн награды выполнил профессор Рихард Кляйн из г. Мюнхена. Первой версией медали награждались военные и гражданские лица за строительство оборонительных сооружений так называемого Западного вала, известного в антигитлеровской историографии как «линии Зигфрида», на её начальном этапе, в период с 1936 по 1940 гг., а также военнослужащие, осуществлявшие её патрулирование с 15 июня 1938 по 31 марта 1939 гг. Первое награждение состоялось в ноябре 1939 г. Общее количество награждённых — 622 064 человек.
Вторая версия награды была учреждена в октябре 1944 г., и её выпуск был осуществлён в бронзированном цинке. Ею награждались военные и гражданские лица за строительство (повторное укрепление) оборонительных сооружений вдоль западных границ Германии (как Западного вала, так и Атлантического вала) в преддверии высадки союзных войск в Европе. Также для всех, кто принимал участие в повторном строительстве укреплений и имел первоначальную версию награды, была выпущена пристёжка, обозначающая двойное награждение, с датой 1944, но внедрить её в массовое производство не представилось возможным в связи с бомбардировками территории Третьего рейха англо-американской авиацией. Общее количество награждённых — около 800 000 человек.
Описание награды: медаль округлой формы, с реверсной стороны надпись на немецком языке «Für Arbeit zum Schutze Deutschlands» («За работу по защите Германии»).